# 駐日アイルランド大使館
駐日アイルランド大使館（英: Embassy of Ireland in Japan、愛: Ambasáid na hÉireann, An tSeapáin）は、アイルランドが日本の首都東京に設置している大使館である。

## 沿革
- 1957年：アイルランドと日本が正式に国交を結ぶ[2]。
- 1973年：アイルランドが東京に駐日アイルランド大使館を設置[2]。
- 2025年4月7日：大使館が四谷本塩町に移転[1]。

## 所在地
- 住所：〒160-0003　東京都新宿区四谷本塩町1-6　アイルランドハウス(除く3F-5F）
- アクセス：JR東日本四ツ谷駅四ツ谷口、もしくは東京メトロ丸の内線・南北線四ツ谷駅2、3番出口

ビルは「アイルランド・ハウス（英: Ireland House、愛: Áras na hÉireann）」と名付けられており、アイルランド政府関連施設が入居している。入居している機関はアイルランド大使館、アイルランド政府商務庁、アイルランド政府産業開発庁、在日アイルランド商工会議所。
また、北海道札幌市には名誉領事が駐在している。

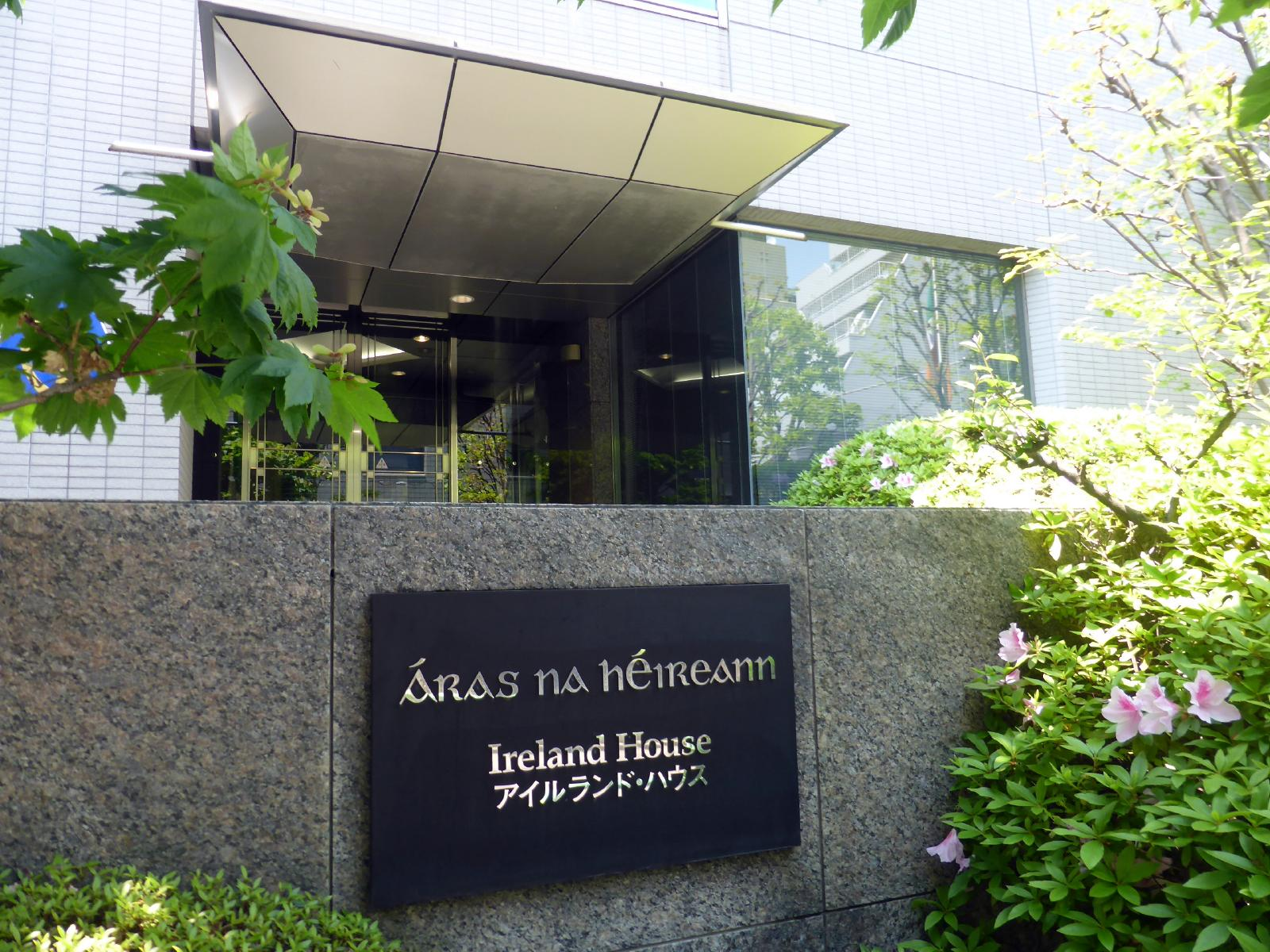
アイルランド・ハウス
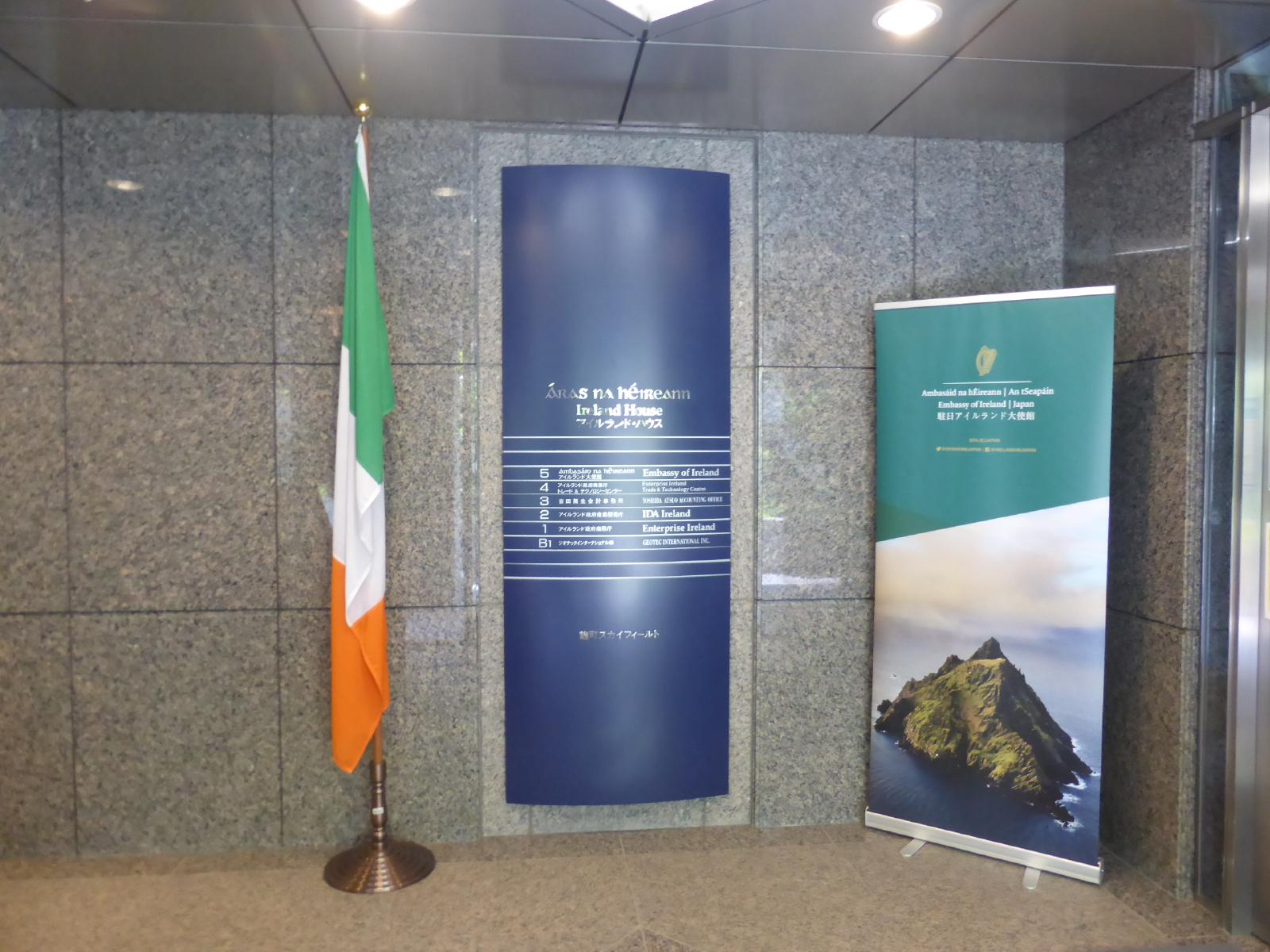
アイルランド・ハウス入口

## 大使
2022年11月10日より、デミアン・コールが特命全権大使を務めている。